# Liste der Monuments historiques in Humbauville
Die Liste der Monuments historiques in Humbauville führt die Monuments historiques in der französischen Gemeinde Humbauville auf.

## Liste der Immobilien
| Bezeichnung                  | Beschreibung           | Standort          | Kennzeichnung | Schutzstatus | Datum | Bild           |
| ---------------------------- | ---------------------- | ----------------- | ------------- | ------------ | ----- | -------------- |
| Kirche Nativité-de-la-Vierge | ab dem 12. Jahrhundert | Grande-Rue (Lage) | PA00078722    | Classé       | 1942  | weitere Bilder |

## Liste der Objekte
| Bezeichnung                 | Beschreibung                                    | Standort                                         | Kennzeichnung | Schutzstatus | Datum | Bild |
| --------------------------- | ----------------------------------------------- | ------------------------------------------------ | ------------- | ------------ | ----- | ---- |
| Wandgemälde                 | aus dem 15. bis 17. Jahrhundert                 | in der Kirche Nativité-de-la-Vierge (Lage)       | PM51001507    | Classé       | 1942  |      |
| Kirchenfenster              | aus dem 15. und 16. Jahrhundert                 | in der Kirche Nativité-de-la-Vierge (Lage)       | PM51000488    | Classé       | 1942  |      |
| Kreuzigungsgruppe           | Holz und Stein, farbig gefasst, 17. Jahrhundert | in der Kirche Nativité-de-la-Vierge (Lage)       | PM51000490    | Classé       | 1975  |      |
| Relief mit floralen Motiven | Fragment; Stein, 16. Jahrhundert                | in der Kirche Nativité-de-la-Vierge (Lage)       | PM51003233    | Inscrit      | 1989  |      |
| Skulptur eines Diakons      | Fragmente; Stein, 16. Jahrhundert               | in der Kirche Nativité-de-la-Vierge (Lage)       | PM51003231    | Inscrit      | 1989  |      |
| Kanzel                      | Holz, 18. Jahrhundert                           | in der Kirche Nativité-de-la-Vierge (Lage)       | PM51003230    | Inscrit      | 1989  |      |
| Pietà                       | Stein, 16. Jahrhundert                          | außen an der Kirche Nativité-de-la-Vierge (Lage) | PM51000489    | Classé       | 1911  |      |
| Skulptur eines Bischofs     | Stein, 16. Jahrhundert                          | in der Kirche Nativité-de-la-Vierge (Lage)       | PM51003232    | Inscrit      | 1989  |      |